# 洪晶
洪晶（1917年—2003年），女，福建福州人，中华人民共和国物理学家、教育家，哈尔滨工业大学教授，曾任黑龙江省政协副主席，第三届全国人大代表，第五、六、七届全国政协委员。